# Névrosthénine
La Névrosthénine est un médicament développé par le laboratoire Freyssinge au début du XXe siècle pour lutter contre la neurasthénie.

## Origine du nom

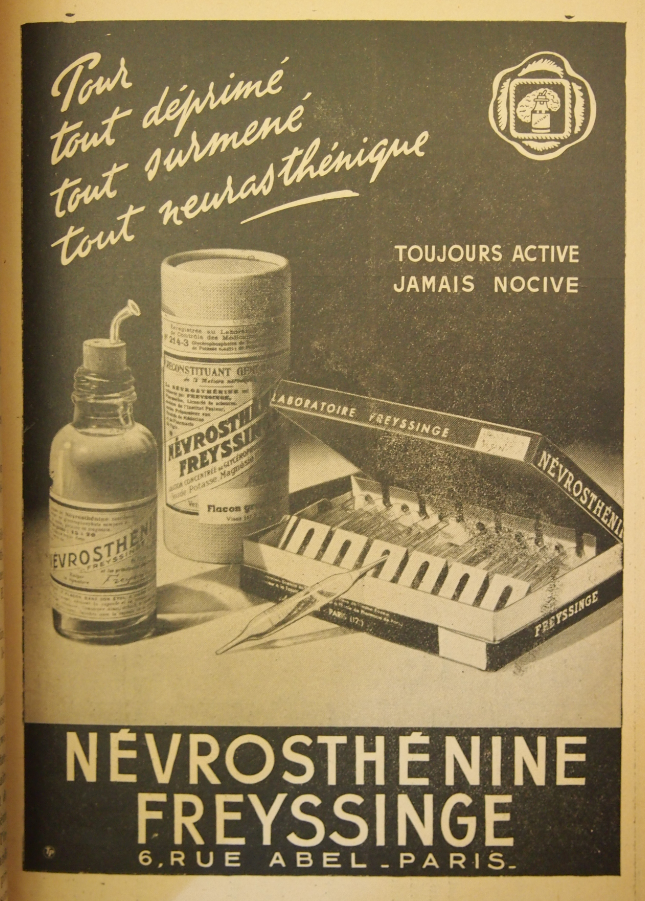
Publicité pour la névrosthénine (Tunisie médicale, 1953).

Le nom « Névrosthénine » fait référence à la neurasthénie — alors le nom populaire au XIXe et au début du XXe siècle — caractérisée par une fatigue mentale et physique excessive souvent attribuée au stress de la vie moderne. Ce diagnostic, largement diffusé par des médecins comme George Beard aux États-Unis, a gagné en reconnaissance dans les pays occidentaux et les territoires coloniaux.

## Utilisation
Issue du laboratoire Freyssinge au début du XXe siècle, la Névrosthénine est décrite comme un « composé de solutions concentrées de glycérophosphates alcalins (sodium, potassium et magnésium), destinées à combattre l'anémie cérébrale ou la neurasthénie ». La Névrosthénine, administrée sous forme topique, de poudre ou d'ampoule, est un exemple de médication tonique, largement utilisée à l'époque car censée améliorer l'endurance et la vitalité.
Pendant la Première Guerre mondiale, la Névrosthénine a été administrée sous forme d'injection afin d'améliorer l'endurance et réduire la fatigue physique et nerveuse des soldats français.